# Codessoso
Codessoso is een plaats (freguesia) in de Portugese gemeente Boticas en telt 168 inwoners (2001).